# Atlantisz gyermekei (film)
Az Atlantisz gyermekei (eredeti cím: Hearts in Atlantis) 2001-ben bemutatott amerikai filmdráma, melyet Scott Hicks rendezett. A mű Stephen King azonos című novellagyűjteményének Alacsony emberek sárga kabátban (Low Men in Yellow Coats) című darabját dolgozza fel.

## Cselekmény
Bobby Garfield felnőttként visszatér szülővárosába, ahol gyerekkorában elveszítette legjobb barátját. Tízévesen két igazi barátja volt, Sully-John és Carol. Carollal ráadásul csókot is váltott. Édesanyja önző módon viselkedik vele, a kisfiú életét pedig a városba érkező idegen, Ted Brautigan változtatja meg, aki egyenrangúként kezeli, és beszél neki természetfeletti képességeiről.

## Szereplők
| Szereplő                            | Színész         | Magyar hang    |
| ----------------------------------- | --------------- | -------------- |
| Ted Brautigan                       | Anthony Hopkins | Sinkó László   |
| Robert "Bobby" Garfield             | Anton Yelchin   | Gacsal Ádám    |
| Liz Garfield                        | Hope Davis      | Fehér Anna     |
| Carol Gerber                        | Mika Boorem     | Czető Zsanett  |
| Robert "Bobby" Garfield felnőttként | David Morse     | Fazekas István |
| Kártyás ember                       | Alan Tudyk      | Háda János     |
| Molly Gerber                        | Mika Boorem     | Molnár Ilona   |
| Alana Files                         | Celia Weston    | Tallós Rita    |
| Don Biderman                        | Adam LeFevre    | Lázár Sándor   |